# Persona (filosofia)
Il termine persona proviene dal latino persōna (corpo/maschera dell'attore), e questo probabilmente dall'etrusco phersum (corpo/‘maschera dell'attore', ‘personaggio’), il quale procede dal greco πρóσωπον [prósôpon]. Il concetto di persona è un concetto principalmente filosofico, che esprime la singolarità di ogni individuo della specie umana in contrapposizione al concetto filosofico di “natura umana” che esprime ciò che hanno in comune.
Il significato attuale di persona ha origine nelle controversie cristologiche dei secoli IV e V. Nel corso del dibattito tra le differenti scuole teologiche, si svilupparono concetti fino allora sconosciuti. Si cercava di disporre di strumenti di pensiero filosofico, attraverso i quali mantenere un dibattito intellettuale onesto e rigoroso circa i dogmi riferiti al Λóγος (Logos: “Parola”), e che permettessero di chiarire le differenze o similitudini di questi con Dio Padre. Per questo la filosofia prese in prestito dal teatro greco il termine πρόσωπον [prósôpon], e lo trasformò in un termine filosofico, definendo il Λóγος (Logos) come Persona divina. Per affinità, il concetto fu in seguito applicato allo Spirito Santo, agli angeli e agli esseri umani tutti.
In ambito filosofico, si definisce persona un essere dotato, nella concezione moderna almeno potenzialmente, di coscienza di sé e in possesso di una propria identità. L'esempio più evidente di persona - per alcuni l'unico - è la persona umana. La nozione di "persona" è anche oggetto degli approfondimenti propri dell'antropologia filosofica.

## Etimologia
Il termine "persona" deriva dal latino persōna persōnam derivato probabilmente dall'etrusco φersu, indi φersuna, che nelle iscrizioni tombali riportate in questa lingua indica "personaggi mascherati". Tale termine etrusco sarebbe ritenuto un adattamento del greco πρόσωπον (prósōpon) dove indica il volto dell'individuo, ma anche la maschera dell'attore e il personaggio da esso rappresentato. Secondo Giovanni Semerano originariamente il valore richiamava quello del latino pars ossia parte, funzione, ufficio di un personaggio, mentre quello di maschera è derivato e posteriore come anche per πρόσωπον, che comunque non sarebbe in nessun rapporto etimologico con persona.
Un'etimologia alternativa è stata individuata nel verbo latino personare, (per-sonare: parlare attraverso). Ciò spiegherebbe perché il termine persona indicasse in origine la maschera utilizzata dagli attori teatrali, che serviva a dare all'attore le sembianze del personaggio che interpretava, ma anche a permettere alla sua voce di andare sufficientemente lontano per essere udita dagli spettatori. Tuttavia, dal punto di vista fonetico, è necessario ricordare che il verbo latino personare ha vocale radicale breve (ŏ), mentre il sostantivo persona presenta una vocale lunga (ō). È inoltre chiaro che la capacità di farsi sentire da lontano era piuttosto da attribuire alla forma del teatro che non alla maschera indossata dall'attore. Tale etimologia, infine, si scontra con l'assenza in latino di altri sostantivi in -ōna di tipo deverbale, mentre sembra più vicina a termini di origine etrusca in -ōna, da rintracciare in particolare nell'onomastica. Ciononostante, è probabile che i due termini siano stati accostati in ambito latino paretimologicamente sulla base della prossimità semantica e dell'ambito d'uso.
Con lo Stoicismo il termine "persona" iniziò ad indicare l'essere umano che ha un ruolo nel mondo affidatogli dal suo destino.
Alano di Lilla (1125-1202), in Regulae de sacra Theologia (XXXII), sostenne che l'origine del termine andava cercata nell'espressione latina res per se una, etimologia fantasiosa che tuttavia ebbe non pochi seguaci tra gli autori scolastici.

## Storia della nozione di "persona" in filosofia
Il filosofo greco Aristotele nella sua Politica definisce l'essere umano, per natura, dalla nascita, come "animale razionale", e come "animale politico" (Politica, libro I, 2, 1253a; e III, 6, 1278b, 19-21), che tende per esigenze economiche ed intellettive a abitare e vivere con altre persone, organizzandosi in gruppi, famiglie  (oikos), villaggi e città (polis).

### La nozione di "persona" nello Stoicismo
Il primo autore a trasferire il termine "persona", dall'utilizzo comune di "maschera" teatrale e "faccia", nell'ambito filosofico fu lo stoico greco Panezio (185-109 a.C.). L'etica stoica antica sosteneva l'eguaglianza di tutti gli esseri umani i quali condividevano gli stessi doveri morali. Come nota Max Pohlenz, Panezio era di origine e di sentimenti un aristocratico, convinto assertore delle differenze umane determinate dalle circostanza ambientali, egli sostenne che l'uomo non portava sulla "scena" della vita la sola maschera (prosopon) generica dell'essere umano, ma anche quella che caratterizzava la propria individualità fin dalla nascita alla quale, successivamente, se ne aggiungevano altre due: una terza, determinata dalle vicissitudini della vita, e una quarta caratterizzata dalla sua attività lavorativa. Così chiosa Pohlenz:
(Max Pohlenz, La Stoa, p. 409)
anche se il filologo tedesco si affretta a precisare che nell'epoca classica:
(Max Pohlenz, La Stoa, p. 409)
Comunque:
(Max Pohlenz, L'uomo greco, p. 301)
La nozione greca di "persona" elaborata da Panezio verrà ripresa e diffusa nel mondo romano da Cicerone (106-43 a.C.):
(Cicerone, De officiis, I.  Traduzione a cura di Dario Arfelli, in Cicerone, Opere politiche. Milano, Mondadori, 2007, pp. 414-415)
(Cicerone, De officiis, I. Traduzione a cura di Dario Arfelli in Cicerone, Opere politiche. Milano, Mondadori, 2007, pp. 420-421)

### La nozione di "persona" nel Cristianesimo
Il termine greco di "persona" (προσώπων) compare per la prima volta, nella letteratura cristiana, nella Seconda lettera ai Corinzi di Paolo di Tarso:
(Seconda lettera ai Corinzi 1,11)
La nozione di "persona" è essenziale nella formulazione delle due verità di fede cristiana più centrali: la Trinità (Dio è Uno ma in tre Persone) e l'incarnazione del Verbo in Gesù (due nature, divina e umana, in una sola Persona, secondo la dottrina del diofisismo, la Seconda della Trinità, il Figlio o Verbo).
Per fissare i concetti è stata particolarmente importante la definizione che Boezio ha dato di "persona" nel De consolatione philosophiae (fra le altre opere), come “rationalis naturae individua substantia”, (sostanza individuale di natura razionale). Come in tutte le definizioni aristoteliche, sono presenti il genere e la differenza specifica (quella che determina la specie): il genere è l'individua substantia, mentre la differenza specifica è il rationalis naturae che identifica le persone con le specie dotate di intelletto o ragione (Dio, gli angeli e l'uomo). Tommaso d'Aquino chiarì che gli esseri di natura razionale sono quelli che hanno il dominio dei propri atti e che si muovono da se stessi e non per la spinta di altri.
Un'altra definizione, più completa, è quella di Giovanni Damasceno: "La persona, esprimendo sé stessa attraverso le sue operazioni e proprietà, pone di sé una manifestazione che la distingue dalle altre della stessa specie."

#### La nozione di "persona" nel dogma della Trinità
La presenza di un credo trinitario non è chiaramente espressa nei vangeli canonici: esistono formule triadiche, ma occorre aspettare il II secolo, con le opere di Teofilo di Antiochia (II secolo) e di Tertulliano (155-230), per arrivare ad una più precisa nozione teologica e al conseguente termine di "Trinità".
In questo ambito il termine latino di "persona" fu utilizzato da Tertulliano  (155-230) per indicare la distinta realtà del Figlio e dello Spirito santo dal Padre: "una sostanza, tre persone" (una substantia, tres personae); mentre con Gregorio Nazianzeno (329-390) tale termine assume anche nella tradizione cristiana un significato ulteriore e differente da quello di maschera riguardando invece l'umana indipendenza e intelligenza.
Il termine "persona" venne dunque impiegato da Tertulliano per tentare di spiegare in termini comprensibili alla ragione umana il dogma della Trinità. Si trattava, da questo punto di vista, soprattutto di difendersi dalle accuse di politeismo e di arginare le varie eresie cristologiche, tendenti a negare ora l'umanità ora la divinità di Cristo. "Dio è un'unica sostanza in tre Persone" (una substantia tres personae). Da questa posizione emerge la nozione di "persona" come relazione all'interno di Dio tra il Padre, il Figlio e lo Spirito Santo, e quindi relazione con gli uomini. Per analogia tra il Creatore e la creatura, inoltre, il termine "persona" risultava applicabile all'uomo stesso.
Tommaso di Aquino riprende la definizione di persona data da Boezio, come sostanza individuale di natura razionale. La persona è identificata quindi da tre proprietà:
- individualità: ciò che è indistinto in sé stesso e distinto dagli altri;
- sostanzialità: unione di forma e materia, non per accidente;
- razionalità: natura intellettuale, quanto di più nobile c'è in tutto l'universo.

Secondo l'Angelico, persona "significa sussistente distinto nella natura divina".
In Dio la nozione di Persona presenta alcune differenze rispetto all'uomo: si può dire che Dio è di «natura ragionevole», in quanto ragione significa natura intellettuale, e non in quanto implica processo discorsivo del pensiero umano. Essere « sostanza » conviene a Dio in quanto essa significa esistere per sé, essendo Dio privo di accidente. A Dio non può convenire di essere «individuo», come se il principio della sua individuazione fosse la materia: ma solo in quanto individuo include incomunicabilità.
San Tommaso d'Aquino concorda con questa definizione che commenta, evidenziando la differenza con l'ordine del regno animale: «l'uomo di sua natura è un animale sociale e politico fatto per esistere insieme ad altri anche più di qualsiasi altro animale; e questo risulta evidente dalle sue necessità di ordine naturale. Infatti, agli altri animali la natura fornisce cibo, rivestimenti di peli, armi di difesa come denti, corna, unghie,  o almeno la velocità di fuggire. La natura dell'uomo è invece tale da non avere nessuna di queste cose: al loro posto gli è data la ragione per mezzo della quale può procurarsi tutte con l'opera delle sue mani. Ma a far questo un solo uomo non basta. Infatti, un uomo non potrebbe vivere da solo, senza che gli venga a mancare qualcosa di necessario. Dunque, l'uomo per natura vive in società con gli altri»..
Tommaso D'Aquino modificò la definizione boeziana di persona, sostituendo all'individua substantia i riferimento alla sussistenza della persona. La persona è quindi caratterizzata dalla perseità, cioè dall'essere per sé, un'entità completa in se stessa e ontologicamente chiusa, benché la ragione apra la persona anche alla dimensione relazionale con Dio e col prossimo. La persona è quindi definita come: «Omne subsistens in natura rationali vel intellectuali est persona» («ogni essere sussistente dalla natura razionale o intellettuale, è persona»). Fra le persone divine sussiste la categoria di relazione: relazione di paternità del Padre verso il Figlio, relazione di filialità del Figlio verso il Padre, relazione di amore tra il Padre e il Figlio che è lo Spirito Santo.

### La nozione di "persona" nel pensiero filosofico moderno

#### Il personalismo
La corrente filosofica che si è maggiormente soffermata su questo concetto, facendone il cardine della propria riflessione è il Personalismo. Tale termine designa un movimento di pensiero di matrice cristiana (prevalentemente cattolico) nato in Francia, agli inizi degli anni trenta, attorno alla rivista Esprit di Emmanuel Mounier. Si tratta di una corrente che si esprime coerentemente in più posizioni articolate tra loro. Innanzitutto è una risposta politica, una "terza via" tra i pericoli dell'individualismo capitalista e il collettivismo delle ideologie comuniste e fasciste (ideologie mai però equiparate dai pensatori personalisti, contraddistinti da un forte impegno cristiano-democratico orientato decisamente a sinistra). Nel personalismo coscienza e responsabilità sociale non si contraddicono, ma sono dimensioni indispensabili per la piena realizzazione dell'uomo che in quanto persona è appunto relazione, relazione con Dio e con il prossimo.
Altro tema caro al personalismo è rivalutazione della corporeità e la critica delle interpretazioni dualistiche. In questo clima filosofico si ritrovano pensatori anche differenti tra loro e che danno vita a ricerche altrimenti articolate: tra questi Paul Ricœur, maestro francese della fenomenologia e dell'ermeneutica, o Jacques Maritain, che dà un grande contributo allo sviluppo del Neotomismo nel Novecento.
Vengono considerati "personalisti" filosofi anche non cristiani ma appartenenti alla religione ebraica, come Martin Buber ed Emmanuel Lévinas, in quanto nelle loro riflessioni insistono notevolmente sulla relazionalità. Col personalismo si intrecciano più correnti del Novecento, in particolare il neotomismo, la fenomenologia e l'esistenzialismo cristiano (per quest'ultimo si faccia riferimento soprattutto a Gabriel Marcel).
In Italia assumono posizioni chiaramente personaliste Luigi Pareyson e, nella prassi più politica, a questa corrente si richiama il gruppo cosiddetto dei "professorini": Fanfani, Lazzati, La Pira, Dossetti.
Studioso di Mounier e forte sostenitore dell'attualità del personalismo è Virgilio Melchiorre, dell'Università Cattolica di Milano. Ricordiamo tra le opere più significative: "Corpo e persona", "Essere e parola", "La via analogica".

#### Il "funzionalismo"
A differenza del "personalismo ontologico" di matrice cristiana e "tomista", esiste una corrente del pensiero moderno, che va da Locke a Singer ed Engelhardt, secondo la quale si può parlare propriamente di "persona" solo se sussistono determinate caratteristiche o "funzioni" presenti "in atto" e non solamente "in potenza", come: la coscienza, la capacità di interagire con altri esseri, di pensare in modo razionale, di "intendere e di volere", e così via. Prendendo le mosse da Locke - il quale definisce la persona come "un essere pensante intelligente, dotato di ragione e riflessione, che può considerare se stesso come se stesso, cioè la stessa cosa pensante in diversi tempi e luoghi" - Singer ed Engelhardt, pertanto, non considerano "persone", in questa accezione, per esempio, i feti umani ed i neonati anencefalici, gli individui in stato vegetativo permanente, i malati di Alzheimer. Tuttavia, il vero discrimine, per poter godere di considerazione etica, ed essere ritenuti portatori di diritti, è la capacità di provare sensazioni dolorose, come già in Jeremy Bentham.

## La nozione di "persona" nel dibattito bioetico
Di persona si è tornato a parlare prepotentemente nell'attuale dibattito sulla bioetica. In particolare si è fatto urgente il tentativo di dare risposte a domande del genere: è persona un embrione? Quando comincia a esserlo? È persona ancora chi si trova in stato di morte cerebrale?
Tematiche aperte nelle quali spesso è facile il fraintendimento e l'incomprensione proprio perché è dato per implicito un certo modo di intendere la persona.
Come già visto in un precedente paragrafo, l'autore che in questi anni si è distinto per le posizioni più "forti" è certamente Peter Singer. A partire dal suo celebre libro "Liberazione animale", e nel saggio "Killing Humans and Killing Animals" egli ha proposto una riformulazione rivoluzionaria. Se si intende la persona non come centro di atti, ma come un essere in grado di rappresentare sé stessa continuativamente nel tempo, da questa definizione bisognerebbe dedurre che persona possono essere certamente le grandi scimmie antropomorfe ma non ancora un neonato, per esempio. Dunque la posizione del filosofo australiano porterebbe ad allargare i diritti in un campo interspecifico, cioè verso altre specie animali diverse da quella umana, restringendo però allo stesso tempo i diritti (questa almeno è la critica che molti gli fanno) di alcune forme di vita umana. È sbagliato per Singer impiegare animali sani nella ricerca, altrimenti si dovrebbero, a maggior ragione, utilizzare per questi scopi anche i neonati anencefalici o pazienti in stato vegetativo persistente. Dunque, in nessuno dei due casi è lecito.

Molti critici delle posizioni bioetiche cattoliche sostengono che alcuni teologi autorevoli del passato concordano nel ritenere un embrione "non persona". Fanno riferimento ad autori fondamentali, come San Tommaso d'Aquino ed Agostino d'Ippona che in effetti ritenevano che l'anima (dal greco anemos, respiro) subentrasse nell'individuo in un momento successivo al suo concepimento fisico, quando la donna percepiva i primi movimenti fetali. Per i metafisici cattolici come Tommaso è evidentemente la presenza dell'anima a fare di un uomo una persona. Dunque anche per lui l'embrione non sarebbe tale.
Il filosofo Adriano Pessina, studioso di Henri Bergson e allievo del prof. Adriano Bausola, di fronte all'uso non soltanto analogo, ma equivoco, del termine persona nei dibattiti bioetici, propone di ritornare a parlare dell'essere umano e dei suoi diritti. Al di là di questa proposta "pragmatica", in sede teoretica Pessina ricorda, dopo aver evidenziato l'uso teologico della nozione di persona che è stato proprio Tommaso d'Aquino a sottolineare che la nozione di persona umana, a differenza di quella di persona, è una nozione univoca, che indica esclusivamente l'essere umano nella sua unicità empirica. Nella storia della filosofia, troviamo almeno tre significati di persona riferiti all'uomo: la persona come soggetto psichico (John Locke), la persona come agente morale (Immanuel Kant) e la persona umana come soggetto ontologico (Tommaso d'Aquino). Pessina sviluppa una serrata critica alle teorie di Peter Singer che intendono attribuire anche all'animale la peculiarità della persona e mette in luce come sia proprio la soggettività ontologica ad essere la condizione di possibilità della soggettività psichica e morale. Nel saggio del 2009, Biopolitica e persona, Pessina ha evidenziato come la sostituzione della nozione di essere umano con quello di persona, intesa nell'accezione psichica o etica, si è trasformata in uno strumento di discriminazione tra gli esseri umani, che rischiano di perdere i loro diritti proprio nelle condizioni di estrema fragilità, quali lo sviluppo e la malattia.
È comunque interessante notare come un concetto nato dalla teologia cristiana possa finire per essere utilizzato da cristiani e non cristiani contro le posizioni non medievali di una Chiesa ritenuta "cristiana".

## Concetto di individuo
Si tratta di un termine fondamentale della cultura occidentale, che si rappresenta appunto come civiltà che riconosce il sacro valore dell'individuo-persona. Ciò la contraddistingue dalle società orientali, tradizionalmente finora più marcatamente comunitariste.
Il concetto di "soggetto" e di relazione "soggetto-oggetto" costituisce un tema chiave della cultura, della filosofia e della teologia occidentali.
Il soggetto si configura progressivamente, nel corso della storia, come individuo autonomo, fulcro del sistema socio-culturale.
Il concetto di "personal identity" si delinea chiaramente nella seconda edizione (1694) del "Saggio sull'intelletto umano" di John Locke; da allora la centralità dell'individuo nel sistema sociale "ha ossessionato le filosofie dell'occidente". Importanti correnti culturali contemporanee hanno messo in rilievo la capacità dell'individuo di autoplasmarsi, di scolpire sé stesso come una statua (Michel Foucault, "Tecnologie del sé", 1992). La libertà personale diventa, di conseguenza, il valore fondamentale de "La società degli individui" (Norbert Elias, 1987).
La differenza sostanziale tra individuo e persona, consiste nel fatto che il primo sia provvisto soltanto di coscienza, mentre la seconda anche di autocoscienza e personalità; sia quindi in grado di ri-conoscersi. Questa differenza ha convinto alcuni studiosi a ritenere che possano esistere persone non umane, ossia creature, umane o extraumane ipotizzate, che possano come noi essere autocoscienti e quindi dotate di dignità o, come si ritiene in ambito religioso, di anima.

## Fenomenologia della persona
Una fenomenologia della persona viene proposta all'inizio del XX secolo da Max Scheler nell'opera Der Formalismus in der Ethik und die materiale Wertethik (1913-1916). La persona viene distinta dal soggetto e dall'Io (e questo permette di evitare il paradosso di Peter Singer) e ripensata in riferimento al concetto di atto e di ordo amoris. La sua caratteristica principale è quella di assumere una forma e costituire la propria identità mediante la co-esecuzione dell'atto, cioè di fronte all'altro e non autoprogettualmente, tuttavia in una prospettiva dinamica e non statica in quanto la caratteristica della persona è quella di materializzare «l'essere totale di un uomo in una forma, in una struttura, ma non come può avvenire per la forma di una statua […] bensì in una forma del tempo, di una totalità che consiste solo ed esclusivamente in decorsi, processi e atti». Proprio l'esempio della statua, che ritroviamo successivamente anche in Foucault, permette di mettere in luce le divergenze: al contrario di Foucault in Scheler la persona non realizza la propria forma incompiuta in senso autoprogettuale, ma solidaristico, cioè attraverso l'esempio dell'altro (teoria del Vorbild) e in interazione con i suoi atti dell'odiare e dell'amare. Altrettanto la libertà della persona non è più risolvibile nel libero arbitrio del soggetto, ma diventa una libertà situata, cioè condizionata dal problema della realizzazione solidaristica della persona.